# 阿倫達 (南卡羅萊納州)
阿伦达（英語：Allendale）是美国南卡罗来纳州阿倫達縣的一个鎮。根據2020年美國人口普查統計，全镇共有2,694人。该镇同时是艾伦代尔县的县治。

## 地理
阿伦达位于33°0′32″N 81°18′31″W / 33.00889°N 81.30861°W (33.008764, -81.308607)。
根据美国人口调查局的数据，全镇总面积为3.3 平方英里(8.6 km²)，全部都是陆地。

## 人口统计
截至2000年的人口普查，全镇共有4052居民，1542户和997个家庭。人口密度是1225.2人每平方英里(472.5/km2)。该镇1763个住房单位平均密度为533.1个每平方英里(205.6/km2)。全镇人口18.19%是白种人，80.03%是非洲裔美国人，0.17%是亚裔，0.17%是太平洋岛民，0.96%来自其他种族，还有0.47%是混血。。西班牙裔和拉丁美洲裔分别占总人口的6.17%。
全镇1542户的32.2%有18岁以下的孩子和他们居住，29.2%户是已经结婚的，31.4%户已婚丧夫的家庭，还有35.3%户是非家庭。1542户的31.4%由个人组成，11.9%户居住着65岁及以上的独居老人。平均每户有2.61人，每个家庭3.34人。
全镇18岁以下的少年儿童及青少年占总人口的32.6%，9.7%的人口居于18岁到24岁之间，24.05.8%的人口居于25岁到44岁之间，21.8%的人口居于45岁到64岁之间，还有11.9%的人口是65岁以上的老年人。人口年龄的中位数是32岁，平均每100个女性对应84.9个男性。18岁以上的每100个女性对应73.7个男性。